# Kuznyecki járás
A Kuznyecki járás (oroszul Кузнецкий район) Oroszország egyik járása a Penzai területen. Székhelye Kuznyeck.

## Népesség
- 1989-ben 41 597 lakosa volt.
- 2002-ben 41 712 lakosa volt, melynek 68,7%-a orosz, 28%-a tatár, 2,1%-a mordvin.
- 2010-ben 38 056 lakosa volt, melynek 67,5%-a orosz, 29,8%-a tatár, 1,8%-a mordvin.